# دوري آيسلندا الممتاز 1930
دوري آيسلندا الممتاز 1930 (بالآيسلندية: Efsta deild karla í knattspyrnu 1930) هو الموسم 19 من  دوري آيسلندا الممتاز. كان عدد الأندية المشاركة فيه  5، وفاز فيه نادي فالور.